# Jedó
Jedó (hebreu: עדו) va ser un profeta hebreu testimoni del cisma d'Israel, quan es va dividir el país entre Jeroboam, cap de deu tribus i fundador del Regne d'Israel, i Roboam, fill de Salomó que es quedà amb el Regne de Judà, que formaven les tribus de Judà i Benjamí.
Se li atribueix una Crònica dels regnats de Roboam i d'Abies, i se l'identifica amb Jedó el Vident, que va deixar un escrit sobre les seves visions relatives als regnats de Salomó i Jeroboam. En tenim noticia a través dels Llibres de Cròniques.